# Open 13 2018
Open 13 2018 — тенісний турнір, що проходив на кортах з твердим покриттям у місті Марсель, Франція з 19 лютого. Належав до категорії ATP World Tour 250.

## Фінальна частина

### Одиночний розряд
Карен Хачанов —  Люка Пуй 7–5, 3–6, 7–5

### Парний розряд
Равен Класен /  Майкл Вінус —  Маркус Даніелл /  Домінік Інглот 6–7(2–7), 6–3, [10–4]